# Deniz Baydar
Deniz Baydar (* 5. September 1991 in Istanbul) ist eine türkische Schauspielerin.

## Leben und Karriere
Baydar wurde am 5. September 1991 in Istanbul geboren. Sie studierte an der Mimar Sinan Üniversitesi. 2012 eröffnete sie eine Ballett-Kunstschule.
Ihr Debüt gab sie 2014 in der Fernsehserie Güzel Köylü. Anschließend war sie 2018 in der Serie Hinter Gittern zu sehen. 2021 wurde sie für den Film 4N1K Dügün gecastet. Außerdem bekam sie 2022 in dem Netflixfilm Taktiken der Liebe eine Hauptrolle.

## Filmografie
Filme
- 2021: 4N1K Dügün
- 2022: Taktiken der Liebe
- 2023: Taktiken der Liebe 2

Serien
- 2014: Güzel Köylü
- 2018: Hinter Gittern